# 요시카와 미키
요시카와 미키(吉河 美希, 1981년 10월 2일 - )는 일본의 여성 만화가이다. 혈액형은 A형이다.

## 내력
"야마토 태풍"으로 67회 주간 소년 매거진 신인 만화상에서 장려상을 수상했다. 또, 같은 상으로 "글로리 데이즈"로 가작(佳作)을 수상 후, 2003년에 "매거진 SPECIAL"에서 같은 작품으로 데뷔했다. 그 후, 마시마 히로의 어시스턴트를 맡게 된다.
"매거진 원더"나 "주간 소년 매거진" 잡지에서 단편 연재를 거쳐, 2005년부터, 이 잡지에서 "건달군과 안경양"의 연재를 시작했다.

## 작품 리스트
- 건달군과 안경양 ("주간 소년 매거진" 2005년 - 2011년 연재)
- 괴물 이야기 (엔딩 카드 ‐ 제 4화)
- 야마다와 7명의 마녀 ("주간 소년 매거진" 2012년 12호 - 2017년 12호)
- 천국에서 너를 만날 수 있다면
- 아르슬란 전기 (엔딩 카드 - 제 17화)
- 뻐꾸기 커플 ("주간 소년 매거진" 2020년 9호 - )

## 비고
- 같은 "주간 소년 매거진" 내에서 연재되고 있는 "더는, 하지 않으니까."에서는 미인 만화가로 등장하고 있다.
- 하지만, 이 작품에 대해서 과거의 자신이 자신의 만화 속의 히로인 같았던 것을 폭로하고 있다.

## 스승
- 마시마 히로

## 어시스턴트
- 키타노 에이이치

## 사회 공헌 활동 등
동일본 대지진의 이재민의 지원에도 참가했고, 다른 만화가와 공동으로 동일본 대지진 자선 동인지 "pray for Japan"을 집필했다.